# سنديان رمادي
سنديان رمادي (الاسم العلمي: Quercus grisea)، نوع نبات من جنس السنديان وفصيلة الزانية. شجرة متوسطة الحجم توجد في شمال أمريكا.إنها متوطنة في جبال جنوب غرب الولايات المتحدة وشمال المكسيك.